# Bedrykowce
Bedrykowce (ukr. Бедриківці) – wieś na Ukrainie w rejonie czortkowskim należącym do obwodu tarnopolskiego.
Zachodnią część wsi stanowi dawniej odrębna wieś Żerawka (lub Żyrawka).
W okresie międzywojennym w miejscowości stacjonowała strażnica KOP „Bedrykowce”.
Do 2020 w rejonie zaleszczyckim.

## Zabytki
- kaplica grobowa[3] Ignacego Brunstein-Brunickiego (1752-1824), wybudowana w stylu klasycystycznym w 1827 r. Portyk z czterema kolumnami jońskimi podtrzymującymi tympanon z herbem Brunickich. W kaplicy pochowana jest  Stella Turnau (1867-1938). Przed II wojną światową  w kaplicy odbywały się nabożeństwa rzymskokatolickie a wewnątrz znajdowały się marmurowe epitafia i rzeźby aniołów[4].